# Rochefortia lundellii
Rochefortia lundellii là loài thực vật có hoa thuộc họ Dót (Ehretiaceae) hoặc phân họ Ehretioideae của họ Boraginaceae nghĩa rộng. Loài này được Camp miêu tả khoa học đầu tiên năm 1942.